# Hexatoma (Eriocera) beebeana
Hexatoma (Eriocera) beebeana is een tweevleugelige uit de familie steltmuggen (Limoniidae). De soort komt voor in het Neotropisch gebied.